# Нижньокачмашівська сільська рада
Нижньокачма́шівська сільська рада (рос. Нижнекачмашевский сельский совет) — муніципальне утворення у складі Калтасинського району Башкортостану, Росія. Адміністративний центр — присілок Нижній Качмаш.

## Населення
Населення — 784 особи (2019, 1009 в 2010, 1296 в 2002).

## Склад
До складу поселення входять такі населені пункти:
| Населений пункт           | Населення, осіб (2002) | Населення, осіб (2010) |
| ------------------------- | ---------------------- | ---------------------- |
| Борсуково, присілок       | 23                     | 12                     |
| Бурали, присілок          | 68                     | 34                     |
| Верхній Качмаш, присілок  | 169                    | 86                     |
| Ільчибай, присілок        | 40                     | 27                     |
| Кокуш, присілок           | 344                    | 284                    |
| Нижній Качмаш, присілок   | 514                    | 471                    |
| Новий Аткуль, присілок    | 97                     | 68                     |
| Середній Качмаш, присілок | 41                     | 27                     |